# Эстонский язык
Эсто́нский язы́к (самоназвание — eesti keel [ˈeːsʲti ˈkeːl], прослушатьо файле) — язык эстонцев, относящийся к прибалтийско-финской подгруппе финно-угорской ветви уральской языковой семьи. Официальный язык Эстонии, Балтийской ассамблеи и Европейского союза. Письменность — на основе латинского алфавита.
Эстонский язык является родным языком для примерно 1 миллиона человек. Из них большинство (около 900 000 человек) — жители Эстонии.
Эстонский язык примечателен тремя степенями долготы звуков (как гласных, так и согласных): краткие, долгие и сверхдолгие. Различные длительности звуков дают слову разное значение.
Код языка — et или est (по ISO 639).

## О названии
Название народа Aestii впервые встречается у Тацита (98 год н. э.), однако, по всей видимости, этим этнонимом обозначалось одно из балтийских племён, поскольку народ, описанный у Тацита, жил на побережье Балтийского моря к востоку от Вислы, где прибалтийско-финские племена никогда не проживали. На эстонцев это название перенесли немцы и датчане после завоевания восточной Прибалтики. 
Сами эстонцы называли себя maarahvas «народ земли», а свой язык — maakeel «язык земли». Названия eestlased и eesti keel стали общепринятыми лишь со второй половины XIX века.

## Лингвогеография

### Диалекты

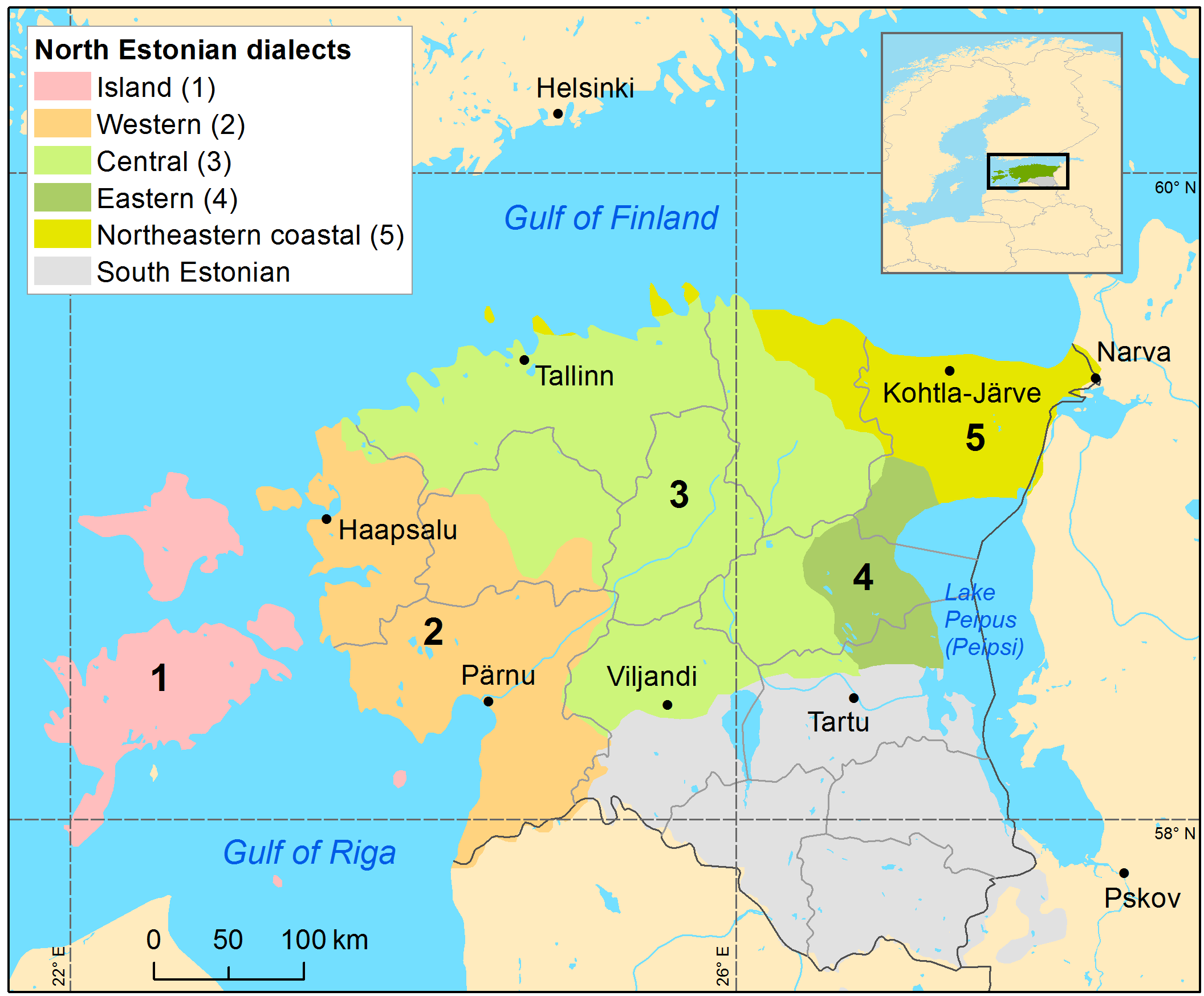
Североэстонские диалекты в начале XX века

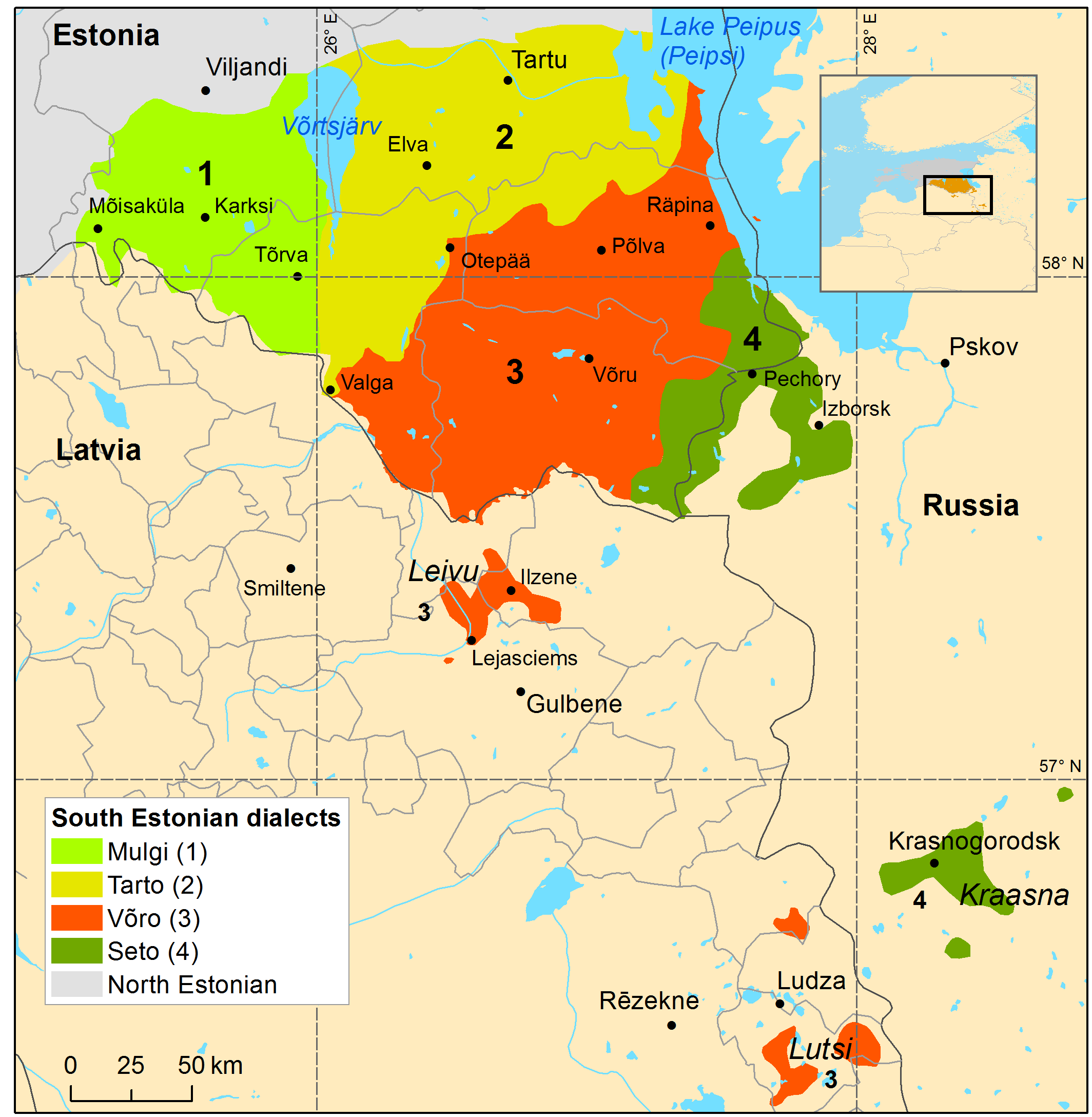
Южноэстонские диалекты в начале XX века

Эстонский язык распадается на два значительно различающихся наречия:

#### Северо-эстонский
| 1. Среднеэстонские диалекты |
| --------------------------- |
| центральный                 |
| западный                    |
| островной                   |
| восточный                   |

| 2. Северо-восточные диалекты |
| ---------------------------- |
| береговой                    |
| алутагузеский                |

#### Южно-эстонский
| мулькский (мульгиский) |
| тартуский              |
| выруский диалект       |
| лудза †                |
| красное †              |
| лейву †                |

Сетуский говор зачастую считают отдельным диалектом южноэстонского наречия, однако, по классификации Карла Паюсалу, Эллен Нийт и Тийта Хенносте, сетуский говор является ветвью выруского диалекта.

## История

Эстонский язык в Российской империи по переписи 1897 года

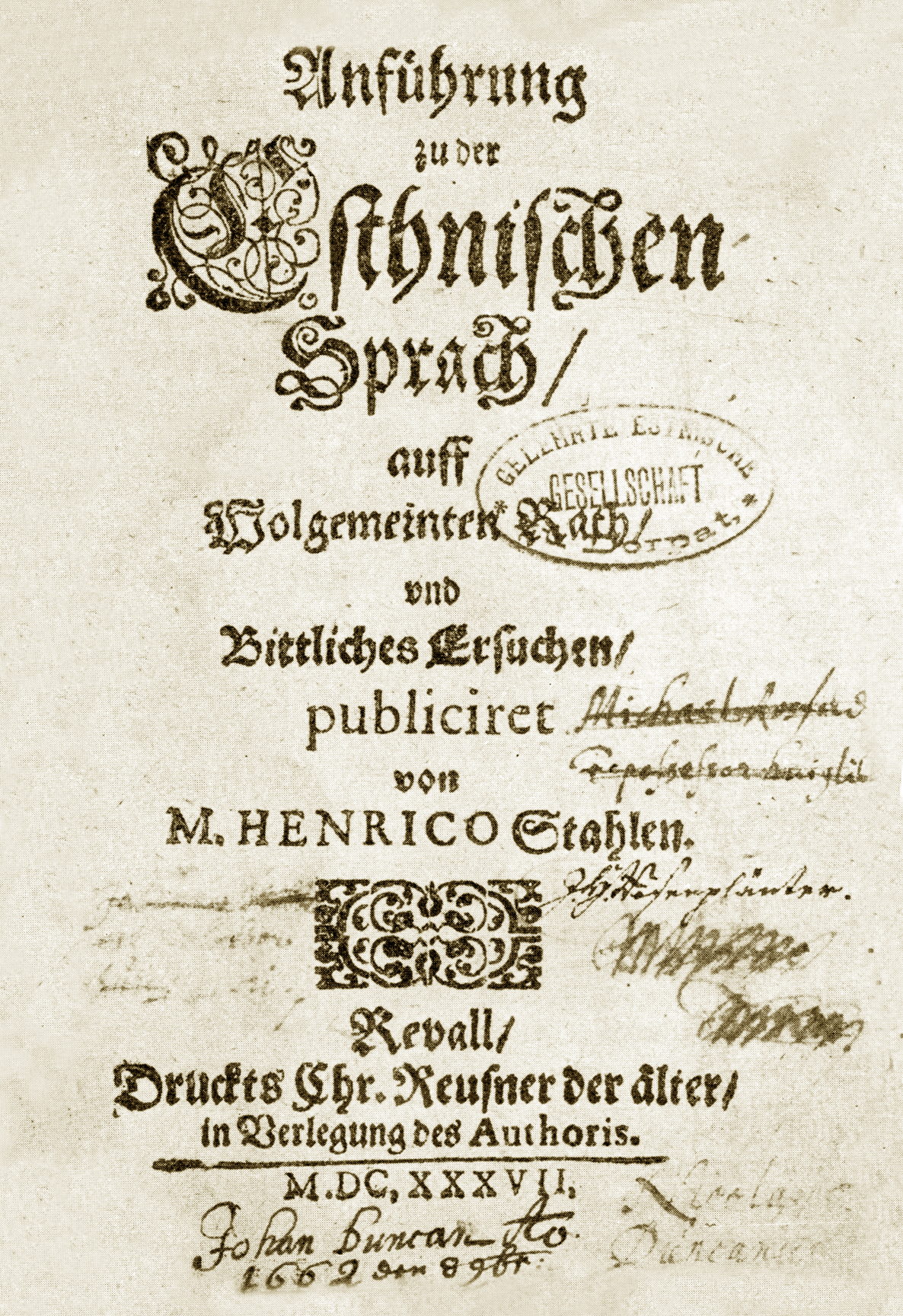
Эстонская грамматика 1637 года, написанная Генрихом Шталем

Староэстонский язык сформировался к XII—XIII векам в результате сближения двух или трёх диалектов, которые начали отделяться от прочих прибалтийско-финских диалектов в начале нашей эры. На формирование единого эстонского языка оказали влияние также германские, славянские и балтийские языки.
Древнейшие известные тексты на эстонском языке датируются 1520-ми годами. Наиболее древней дошедшей до нас рукописью является «Кулламааская рукопись», которая содержит перевод на эстонский трёх католических молитв — «Pater noster», «Ave Maria» и «Credo». Создание современного литературного эстонского языка относится к XIX веку. Финский язык в сравнении с эстонским архаичнее.
Эстонский язык впервые приобрёл официальный статус и стал единственным государственным языком Эстонии в 1918 году с обретением этим государством независимости.
После советской оккупации Эстонии в 1940 году статус эстонского языка стал снижаться, тогда как русский стал фактически основным языком государственных учреждений, делопроизводства и ряда сфер общественной жизни.
После распада Советского Союза и восстановления Эстонией независимости эстонский язык является единственным официальным языком Эстонии и одним из официальных языков Европейского Союза.

## Письменность
| A a | B b | C c | D d | E e | F f | G g | H h |
| I i | J j | K k | L l | M m | N n | O o | P p |
| Q q | R r | S s | Š š | Z z | Ž ž | T t | U u |
| V v | W w | Õ õ | Ä ä | Ö ö | Ü ü | X x | Y y |

Буквы C, Q, W, X, Y используются только для написания иностранных собственных имён. Буквы F, Š, Z и Ž встречаются только в заимствованиях.

## Лингвистическая характеристика

### Фонетика

#### Гласные

Эстонские гласные

В эстонском языке девять гласных звуков, большое количество дифтонгов. Отсутствуют редуцированные звуки. Гласные в эстонском языке произносятся чётче, чем в русском, — без качественной редукции.
Õ [ɤ] — неогубленный гласный заднего ряда средне-верхнего подъёма. Произносится близко к русскому /ы/.

#### Согласные
Фонетическая система характеризуется использованием твёрдых и мягких согласных звуков, неаспирированных взрывных согласных (произносимых без придыхания звуков p, t, k, в противоположность германским языкам) и возможностью сочетания твёрдых согласных с гласными переднего ряда (например, в словах tee, täht, töö, tüvi t произносится твёрдо, а перед гласным i согласные смягчаются, но слабее, чем в русском языке). Согласные звуки b, g, d и заимствованный ž произносятся глухо или полузвонко.

#### Просодия
Слоги в эстонских словах очень редко начинаются на несколько согласных. Основное ударение всегда падает на первый слог, за исключением заимствованных слов (piraat, kultuur). У сложных слов, а также слов с дифтонгами или долгими гласными после первого слога, присутствует и побочное ударение.

#### Морфонология
В литературном эстонском утрачена гармония гласных, сохранившаяся в южноэстонском языке. Согласные и гласные звуки делятся на три степени долготы: koli (краткое «о») «переезжай», kooli (средне-долгое «о») «школы» (родительный падеж), kooli (долгое «о») «в школу». Произношение в большинстве случаев соответствует письму, однако письмо не отражает третью степень долготы гласных и согласных в существительных падежа sisseütlev (иллатив), а также мягкость или твёрдость согласных. Сочетание üü перед гласной произносится как üi (lüüa, müüa, püüa, süüa, lüües и т. д.).

### Морфология
Эстонский язык является агглютинативным языком с элементами флексии. У имён существительных в иллативе флексия развита только при склонении их в единственном числе:
- kodu «дом», jõgi «река», tuba «комната»;
- koju (kodu) «домой», jõkke «в реку», tuppa «в комнату»;
- kodudeSSE «в дома», jõgedeSSE «в реки», tubadeSSE «в комнаты», kodu «домашний», jõe «речной», toa «комнатный» (последние являются началом для сложных слов).

Флексия (словоизменение) хорошо развилась также у существительных и прилагательных множественного числа в партитиве:
- metsad «леса», kivid «камни», vanad «старые» — metsi «лесов», kive «камней», vanu «старых» (более архаичные формы — metsaSID, kiviSID, vanaSID используются реже).

#### Имя существительное
Эстонский язык имеет черты, сходные со всеми угро-финскими языками. Существительное не имеет категории рода. Эстонский язык насчитывает 14 падежей, широко использующихся как в единственном, так и во множественном числе. 10 из них строятся аналитически с использованием послелогов, но может использоваться и более короткий путь, то есть флексия. Падежная система строится на чередовании т. н. сильных и слабых ступеней, в результате чего слово может претерпевать довольно значительные изменения:
- tuba «комната» (nimetav: номинатив, именительный падеж);
- toa «комнатный» (omastav: генитив, родительный падеж);
- tuba «комнату» (osastav: партитив, частичный падеж).

Основными падежами являются генитив и партитив единственного числа, так как от них образуются все остальные падежи единственного и множественного числа. Артикли в языке отсутствуют.

#### Имя прилагательное
Прилагательные не имеют характерного окончания. Сравнительная степень образуется при помощи специального суффикса:
- magus («сладкий») — magusam («более сладкий») — magusama («более сладкого» — родительный падеж).

Превосходная степень образуется как синтетически, так и аналитически:
- rumal («глупый») — rumalam («более глупый») — kõige rumalam («самый глупый») или rumalaim («глупейший»).

#### Местоимение
Личные местоимения имеют краткую и полную (ударную) формы:
- mina (ma) «я»;
- sina (sa) «ты»;
- tema (ta) «он, она»;
- meie (me) «мы»;
- teie (te) «вы»;
- nemad (nad) «они».

#### Глагол
Инфинитив имеет две формы: супин на -ma и вторую форму, заканчивающуюся на -da, -ta или -а. Инфинитив -ma может использоваться в 6 падежах (считая собственно инфинитив). Образование всех глагольных форм базируется на чередовании сильной и слабой ступени. В эстонском языке глагол имеет 2 залога — личный и неопределенно-личный, которые фактически соответствуют активному и пассивному залогам в английском, французском и немецком языках. Времён насчитывается 4 — одно настоящее и три прошедших (простое, перфект и плюсквамперфект). Для выражения будущего времени используются либо форма настоящего времени, либо аналитические форма с глаголом hakkama «начинать» (или saama):
- ma kirjutan «я пишу» или «я напишу» или «я буду писать»;
- ma hakkan kirjutama «я начну писать (сразу)»;
- ma saan kirjutada «я (с)могу писать».

В эстонском языке 4 наклонения, три из которых — условное, повелительное и изъявительное — имеются и в русском. Четвёртое наклонение, т. н. «косвенное», выражает сомнение говорящего в чём-либо:
- Ta laulab hästi «он поёт хорошо» (изъявительное наклонение);
- Ta laulaks hästi «он пел бы хорошо» (условное наклонение);
- Ta laulvat hästi «он (якобы, говорят) поёт хорошо»;
- Ta laulgu hästi! «пусть он споёт хорошо!» (повелительное наклонение).

От глагола можно образовать 4 причастия — действительное и страдательное в настоящем и прошедшем времени — и одно деепричастие:
- looma «создавать» (инфинитив) (luua — «da-инфинитив»);
- loov «создающий» (действительное причастие настоящего времени);
- loodav «создаваемый» (страдательное причастие настоящего времени);
- loonud «создававший» (действительное причастие прошедшего времени);
- loodud «созданный» (страдательное причастие прошедшего времени).
- luues «создавая» (деепричастие).

### Основные способы словообразования
Основными способами словообразования являются суффиксальный способ (madal «низкий, низменный» — madalik «низменность») и основосложение (loodus «природа», õpetus «учение» — loodusõpetus «естествознание»).

### Синтаксис
Порядок слов в эстонском языке относительно свободный, в сравнении, например, с английским или французским языками. Основная схема простого предложения: подлежащее-сказуемое-дополнение. В зависимости от логического ударения и эмоциональности высказывания, порядок слов может меняться. Если предложение начинается со второстепенного члена, то сказуемое ставится перед подлежащим:
- Ma käisin eile kinos «Я ходил вчера в кино»;
- Eile käisin ma kinos «Вчера ходил я в кино».

### Лексика
Большинство эстонских слов имеет финно-угорское происхождение. Значительны также заимствования из индоевропейских языков разных эпох. Имеются пласты заимствований из индоевропейского праязыка. Заимствования из древнерусского языка проникали в эстонские говоры в VI—XIII веках. Затем в язык начали проникать слова из германских (в основном, из нижненемецкого) и балтийских языков. Встречаются довольно многочисленные русизмы более поздней эпохи, заимствования из финского языка, а также англицизмы (в основном, неологизмы конца XX — начала XXI века) и международная лексика (в основном, через русское посредство).
- В эстонском, как и в остальных языках финно-угорской семьи, сохранилась часть древнейших слов общеуральского происхождения. Корни этих слов являются общими как для финно-угорских, так и для самодийских языков. Это, прежде всего, слова, связанные с окружающей средой, с человеком и его телом, вопросительные слова и слова, означающие родственные связи. Примеры: ala «местность», elama «жить», ema «мать», isa «отец», jõgi «река», kaks «два», kala «рыба», keel «язык», kuusk «ель», luu «кость», minema «идти», minia «невестка», muna «яйцо», pea «голова», puu «дерево», silm «глаз», vesi «вода».
- Часть слов имеет общефинно-угорское происхождение. Примеры: andma «дать», hiir «мышь», jooma «пить», jää «лёд», kivi «камень», kodu «дом», kolm «три», käsi «рука», lähen «иду», neli «четыре», olema «быть», pii «зубец» (изначально — «зуб»), pilv «облако» или «туча», sööma «есть» («кушать»), sügis «осень», sülg «слюна», talv «зима», täi «вошь», uus «новый», veri «кровь», öö «ночь», üks «один».
- Слова финно-пермского характера. Примеры: alus «основа», kaas «крышка», külm «холод(ный)», paras «подходящий, хороший», pedajas «сосна», seitse «семь».
- Слова финно-волжского характера. Примеры: ihuma «вострить, точить», järv «озеро», kaheksa «восемь», kärbes «муха», püsima «держаться, сохраниться», üheksa «девять».
- Слова прибалтийско-финского характера. Примеры: abi «помощь», asuma «находиться», eile «вчера», habe «борода», higi «пот», homme «завтра», ida «восток», laul «песня», madal «низкий», rohi «трава», talu «хутор, усадьба».
- К заимствованиям древнерусской эпохи относятся: sirp «серп», turg «рынок», raamat «книга»[12] (последнее, вероятно, через «грамота», с упрощением анлаута).
- Заимствования из германских языков часто встречаются в профессиональной лексике; в лексике, связанной со строительством, хозяйством, мореплаванием, судоходством, религией. Примеры: amet «профессия», arst «врач», eesel «осёл», hoov «двор», ingel «ангел», kaal «вес», kahvel «вилка», kajut «каюта», kast «ящик», kirik «церковь», klaas «стекло, стакан», kohver «чемодан», kuur «сарай», köök «кухня», redel «лестница», tapeet «обои», trepp «лестница», üürima «снимать (квартиру, дом)».
- Заимствования из балтийских языков. Примеры: angerjas «угорь», haljas «зелёный», hernes «горох», hõim «племя», lõhe «лосось», mõrsja «невеста», naba «пуп(ок)», tava «обычай», tuhat «тысяча», vähk «рак».
- Заимствования из русского языка проникают в эстонский преимущественно в XIX—XX веках. Это главным образом названия единиц измерения, денежных единиц, одежды, посуды, а также лексика, связанная с транспортом и военным делом: arssin «аршин», puud «пуд», rubla «рубль», pliin «блин», präänik «пряник», kissell «кисель», pintsak «пиджак», lootsik «лодка», vaksal «вокзал», polk «полк», rood «рота»[14]. 
  - Много русизмов, не вошедших в литературный язык, можно найти в приграничных с Россией эстонских говорах: эст. диал. kartohk < рус. «картошка» при эст. лит. kartul; эст. диал. kvass < рус. «квас» при эст. лит. kali[15].